# كور (تعز)
كور هي إحدى قرى الجمهورية اليمنية. تتبع جغرافيا لمحافظة تعز وإداريًا لمديرية المسراخ. يبلغ تعداد سكانها 1426 نسمة حسب الإحصاء الذي أجري عام 2004.